# Josef Krips
Josef Krips (ur. 8 kwietnia 1902 w Wiedniu, zm. 13 października 1974 w Genewie) – austriacki dyrygent.

## Życiorys
Studiował w Akademii Muzycznej w Wiedniu u Eusebiusa Mandyczewskiego i Felixa Weingartnera. W latach 1918–1921 był pierwszym skrzypkiem, a następnie w latach 1921–1924 korepetytorem, kierownikiem chóru i asystentem Weingertnera w wiedeńskiej Volksoper. W latach 1924–1925 działał jako dyrygent operowy w Uściu nad Łabą. W kolejnych latach działał w Dortmundzie (1925–1926) i Karlsruhe (1926–1933). W 1933 roku został dyrygentem Opery Wiedeńskiej, a w 1935 roku wykładowcą dyrygentury w Konserwatorium Wiedeńskim. Z obydwu tych stanowisk został zwolniony po Anschlussie Austrii w 1938 roku. Od 1938 do 1939 roku był dyrygentem opery i filharmonii w Belgradzie.
Po 1945 roku zaangażował się w odbudowę życia muzycznego w Wiedniu, poprowadził pierwszy powojenny koncert Filharmoników Wiedeńskich. W 1946 roku na festiwalu w Salzburgu wystawił Don Giovanniego, zapoczątkowując w ten sposób tradycję inaugurowania festiwalu przedstawieniem tej opery. Koncertował w krajach europejskich, ZSRR, Australii i Meksyku. Dyrygował London Symphony Orchestra (1951–1954), Buffalo Philharmonic Orchestra (1954–1963) i San Francisco Symphony Orchestra (1963–1970). W 1962 roku wystąpił na festiwalu w Bayreuth, gdzie poprowadził Śpiewaków norymberskich. Gościnnie dyrygował w Covent Garden Theatre w Londynie (1963, 1971–1974), Metropolitan Opera w Nowym Jorku (1966–1967, 1969–1970) i Deutsche Oper w Berlinie (1970). Od 1970 roku pełnił funkcję głównego dyrygenta Filharmoników Wiedeńskich. Na przełomie 1971 i 1972 roku odbył tournée po Związku Radzieckim.
Jako dyrygent kontynuował tradycje Bruno Waltera i Karla Böhma, tworząc powojenny model interpretacji klasyków wiedeńskich. Wspólnie z Koninklijk Concertgebouworkest dokonał wykonania wszystkich symfonii W.A. Mozarta, z których większość nagrał dla Philips Records.
Jego bratem był dyrygent Henry Krips.